# 1897 год в кино

## События
- 125 человек погибло во время пожара во время просмотра кинофильма на «Благотворительном базаре» в Париже. Загорелся эфир, который использовался для лампы проектора.
- В Великобритании основана компания Mitchell and Kenyon.
- Энок Дж. Ректор (англ. Enoch J. Rector) разрабатывает киноплёнку шириной 63-мм.
- Томас Генри Блэр (англ. Thomas Henry Blair) разрабатывает киноплёнку шириной 48-мм.
- Проходят съёмки процессии в честь шестидесятилетнего юбилея королевы Виктории.
- Основана американская студия Vitagraph.
- Жорж Мельес основывает компанию Star Film.

## Фильмы
- «Бой Корбетта и Фитцсиммонса», США (реж. Энок Дж. Ректор (англ. Enoch J. Rector)).
- «Взятие Турнавоса» (фр. La prise de Tournavos), Франция (реж. Жорж Мельес).
- «Езда на гренландских собаках» (дат. Kørsel med Grønlandske Hunde), Дания (реж. Петер Эльфельт (англ. Peter Elfelt)).
- «Загрузка лошадей для Клондайка» (англ. Horses Loading for Klondike), США (реж. Джеймс Х. Уайт (англ. James H. White)).
- «Заколдованная гостиница» (фр. L'auberge ensorcelée), Франция (реж. Жорж Мельес).
- «Замок с привидениями» (фр. Le château hanté), Франция (реж. Жорж Мельес).
- «Кабинет Мефистофеля» (фр. Le cabinet de Méphistophélès), Франция (реж. Жорж Мельес).
- «Между Дувром и Кале» (фр. Entre Calais et Douvres), Франция (реж. Жорж Мельес).
- «Мельник и негодяй (англ. The Miller and the Sweep)», Великобритания (реж. Джордж Смит).
- «Неудача дояра (англ. The Milker's Mishap)», США (реж. Джеймс Х. Уайт).
- «Новая драка подушками» (англ. New Pillow Fight), США (реж. Зигмунд Любин).
- «Ограбление» (англ. Robbery), Великобритания (реж. Уильям Поль).
- «Отправление на поезде из Иерусалима» (фр. Départ de Jérusalem en chemin de fer), Франция (реж. Луи Люмьер).
- «Подглядывающий (англ. Peeping Tom)», США (реж. ?, American Mutoscope Company).
- «Пожилой мужчина выпивает стаканчик пива (англ. Old Man Drinking a Glass of Beer)», Великобритания (реж. Джордж Смит).
- «После бала (фр. Après le bal)», Франция (реж. Жорж Мельес).
- «Последний патрон» (фр. La dernière cartouche), Франция (реж. Жорж Мельес).
- «Регата Хенли» (англ. Henley Regatta), Великобритания (реж. Бирт Акрес).
- «Рентгеновские лучи» (англ. The X-Ray Fiend), Великобритания (реж. Джордж Смит).
- «Смерть Марата» (фр. Mort de Marat), Франция (реж. Жорж Гато).
- «Туннель Хаверстроу (англ. The Haverstraw Tunnel)», США (реж. ?, American Mutoscope Company).
- «Фауст и Маргарита» (фр. Faust et Marguerite), Франция (реж. Жорж Мельес).
- «Флаг Аргентины (англ. La Bandera Argentina)», Аргентина (реж. Эжен Пи).

## Родились
- 3 января — Мэрион Дэвис, американская комедийная актриса немого кино (умерла в 1961 году).
- 10 января — Лиа де Путти, венгерская актриса (умерла в 1931 году).
- 14 января — Иван Димов, болгарский актёр театра и кино (умер в 1965 году).
- 19 января — Наташа Рамбова (англ. Natacha Rambova), американская художница, актриса, сценарист, продюсер (умерла в 1966 году).
- 21 января — Евгений Гуров, советский актёр театра и кино, режиссёр (умер в 1987 году).
- 24 января
  - Фернан Леду (англ. Fernand Ledoux), французский актёр театра и кино (умер в 1993 году).
  - Пал Фейош, венгерский кинорежиссёр, сценарист, художник, монтажёр и продюсер (умер в 1963 году).
- 10 февраля — Джудит Андерсон, австралийская актриса, обладательница премий «Эмми» и «Тони» (умерла 1992 году).
- 20 февраля — Рудольф Зибер, американский ассистент режиссёра, исполнительный продюсер (умер в 1976 году).
- 25 марта — Жан Эпштейн, французский кинорежиссёр, теоретик, критик (умер в 1953 году).
- 30 марта — Роберт Рискин, американский сценарист, продюсер, режиссёр (умер в 1955 году).
- 1 апреля — Эдуард Тиссэ, советский кинооператор (умер в 1961 году).
- 4 апреля — Пьер Френе, французский актёр театра и кино (умер в 1975 году).
- 11 апреля — Константин Адашевский, советский актёр театра и кино, народный артист СССР, лауреат Сталинской премии второй степени (умер в 1987 году).
- 20 апреля — Грегори Ратофф, американский режиссёр и продюсер русского происхождения (умер в 1960 году).
- 26 апреля
  - Ольга Чехова, русская и немецкая актриса (умер в 1980 году).
  - Дуглас Сирк, немецкий и американский кинорежиссёр датского происхождения (умер в 1987 году).
- 2 мая — Виктор Станицын, советский актёр театра и кино, театральный режиссёр, народный артист СССР (умер в 1976 году).
- 18 мая — Фрэнк Капра, американский кинорежиссёр и продюсер итальянского происхождения, лауреат премии «Оскар» (умер в 1991 году).
- 5 июня — Николай Кутузов, советский актёр театра и кино (умер в 1981 году).
- 19 июня — Мо Ховард (англ. Moe Howard), американский актёр и комик (умер в 1975 году).
- 10 июля — Джон Гилберт, один из самых популярных американских актёров эпохи немого кино (умер в 1936 году).
- 1 августа — Лия Мара, немецкая актриса немого кино (умер в 1960 году).
- 30 августа — Фредрик Марч, американский актёр театра и кино, лауреат премии «Оскар» (умер в 1975 году).
- 3 сентября — Сесил Паркер (англ. Cecil Parker), британский комедийный актёр (умер в 1971 году).
- 5 сентября — Михаил Кауфман, советский кинооператор и режиссёр художественного и документального кино (умер в 1980 году).
- 11 сентября — Ия Маркс, советская актриса (умерла в 1988 году).
- 23 сентября — Уолтер Пиджон, канадский киноактёр и телеактёр, обладатель именной звезды на голливудской «Аллее славы» (умер в 1984 году).
- 6 октября — Верико Анджапаридзе, выдающаяся советская актриса театра и кино, народная артистка СССР (умерла в 1987 году).
- 8 октября
  - Борис Борозанов, болгарский актёр, сценарист, театральный и кинорежиссёр (умер в 1951 году).
  - Рубен Мамулян, американский кинорежиссёр и театральный режиссёр (умер в 1987 году).
  - Марсель Эрран, французский актёр театра и кино, театральный режиссёр (умер в 1953 году).
- 28 октября — Эдит Хэд, американская художница по костюмам, получила восемь премий «Оскар» (умерла в 1981 году).
- 4 ноября — Александра Хохлова, советская киноактриса, кинорежиссёр, педагог, заслуженная артистка РСФСР (умерла в 1985 году).
- 13 ноября — Гертруда Олмстед (англ. Gertrude Olmstead), американская актриса (умерла в 1975 году).
- 24 ноября — Николай Плотников, советский актёр, режиссёр театра и кино, театральный педагог (умер в 1979 году).
- 5 декабря — Наннэлли Джонсон, американский сценарист, продюсер, режиссёр (умер в 1977 году).